# La Marina de Sants
La Marina de Sants és una àrea del districte de Sants-Montjuïc, Barcelona. Aquesta àrea està dividida en dos barris: la part alta, la Marina de Port, i la baixa, la Marina del Prat Vermell. La Marina de Sants es troba al peu de la muntanya de Montjuïc, al cantó oposat que el Poble-sec. El seu terme es correspon aproximadament a un dels quatre barris en que es dividia l'antiga vila de Sants.
Antigament era una àrea poc poblada, de conreus i pasturatges. Amb l'establiment de les primeres indústries a Barcelona, a la Marina s'hi instal·laren indústries tèxtils al llarg del segle xviii. Tot i estar creuada pel ferrocarril, la línia del Morrot i el ramal de mercaderies del Ferrocarrils Catalans i que s'hi establiren algunes indústries com la Colònia Cantí, i a la vora del mar s'hi construïa el barri de Can Tunis, no va perdre l'aspecte rural.
Actualment amb la creació de la zona industrial de la Zona Franca i l'ampliació del port de Barcelona ha comportat la salinització de les aigües subterrànies d'aquesta zona, cosa que ha provocat la urbanització de l'indret.
S'hi han instal·lat a més la seu del govern metropolità, la seu central de la Unió de Pagesos, Mercabarna i l'escorxador.